# Maks Velo
Maks Velo (París, França, 1935 - 2020) va ser un arquitecte, pintor, escultor i escriptor albanès.
Tot i néixer a París, Velo va viure des de petit a Albània, primer a Korçë i després a Tirana.
Va estudiar al Departament d'Enginyeria Civil de l'Institut Politècnic de Tirana, on va graduar-se l'any 1957 en Enginyeria i Arquitectura. Va treballar durant un temps pel sector públic, on va participar en la projecció d'hotels, escoles, teatres i parcs a Tirana. En destaca el "Palau dels cubs", un edifici icònic del centre de la ciutat que va ser residència de molts intel·lectuals del país com ara Ismaïl Kadaré.
L'any 1978 va ser empresonat pel govern comunista albanès per les seves "tendències modernes" i per ser sospitós de ser un informador del Sigurimi.
Va realitzar més de 40 exposicions en solitari i algunes més en grup arreu del món, sobretot als Estats Units, Polònia, Itàlia i Rússia. L'any 2015 va donar 54 de les seves obres a la Galeria Nacional d'Art d'Albània.
A partir dels anys 90 va publicar diversos llibres i àlbums fotogràfics sobre poesia, novel·les, articles de folklore i realisme social, a més de les seves memòries.
Va ser un membre actiu de l'Helsinki Foundation for Human Rights, tot i haver generat controvèrsia per alguns comentaris sobre les comunitats nord-albaneses, albano-kosovars i l'islam.